# Dorel Banabic
Dorel Banabic (n. 3 octombrie 1956, Ciceu-Giurgești, România) este un inginer mecanic, profesor la Universitatea Tehnică din Cluj-Napoca, membru titular al Academiei Române din 2015. Președinte al Secției de Știinte Tehnice din 2015.

## Studii
A efectuat studiile liceale la Liceul Andrei Mureșanu, din Dej, în perioada 1971-1975. A urmat studii universitare la Institutul Politehnic din Cluj-Napoca, Facultatea de Mecanică, secția TCM, între anii  1975-1980, obținând diploma de inginer mecanic. În noiembrie 1993 și-a susținut teza de doctorat cu titlul „Cercetări privind deformabilitatea tablelor metalice subțiri”, obținând diploma de dr. în științe tehnice. A efectuat studii de specializare la Universitatea Tehnică din Varșovia (1990), la Ecole des Mines de Paris (1993) și la Universitatea din Stuttgart,Institut für Umformtechnik.

## Publicații
A publicat 18 cărți (din care 12 ca prim autor), 85 articole în reviste și peste 300 comunicări la conferințe științifice. 